# Vincent Valery
Vincent Valéry est né le 10 juin 1984 à Tarbes (Hautes-Pyrénées). Ce snowboardeur pyrénéen pratique le boarder cross et le freeride.

## Histoire
Athlète de haut niveau depuis 2002, il fait partie de l'équipe de France de boarder cross, discipline qui s'est définitivement imposée en 1994 en devenant une incontournable de la fédération internationale de ski, ce qui lui donne un droit d'accès aux Jeux olympiques d'hiver dès 2006, à Turin.
Sa station d'origine, Peyragudes, le conseil général des Hautes-Pyrénées, et son partenaire technique Wed'ze sont de gros atouts dans sa carrière, ainsi que la SNCF où il occupe un poste d'assistant responsable de ligne.
Remplaçant aux Jeux olympiques de Turin en 2006, il prend alors sa revanche en se plaçant aux pieds du podium des championnats du monde l'année suivante et ne laisse désormais rien au hasard, continuant son ascension jusqu'à s'emparer de la 7e place du classement de la coupe du monde 2008 et 2e français mondial.
Vincent Valéry ne participe pas aux Jeux olympiques de 2010, à Vancouver. C'est Tony Ramoin qui prend sa place aux Jeux olympiques.
En 2012, il remporte la première place à la coupe de France de Boarder cross à Peyragudes.
Depuis 2014, il partage sa passion pour le Snowboard avec les jeunes du Ski-Snow Club de Peyragudes après avoir obtenu le BEES 1° (Brevet d'Etat d'Education Sportif 1er degré). 
Il donne également des cours de Ski et de Snowboard aux vacanciers de la station aux côtés de l'ESF de Peyragudes.

## Palmarès
- 4e championnats du monde 2007 (Arosa)
- 1er coupe d'Europe 2008 (St Gallenkirch)
- 5e coupe du monde 2008 (Leysin)
- 3e coupe du monde 2008 (Stoneham)
- 3e coupe du monde 2008 (Valmalenco)
- 7e classement coupe du monde 2008 (2e français)
- 1er coupe de France 2012 (Peyragudes)